# 콘라트 폰 호흐슈타덴

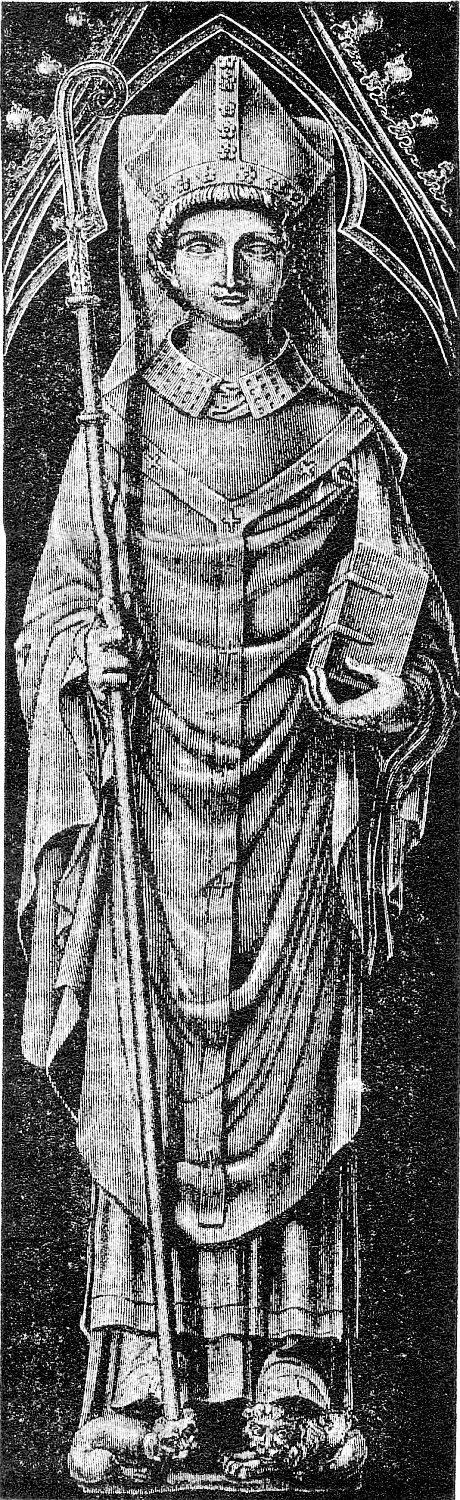
콘라드 폰 호흐슈타덴

콘라트 폰 호흐슈타덴(Konrad I. von Hochstaden 또는 Konrad I. von Are-Hochstaden, 1205년경에 태어남, 1261년 9월 28일 사망)은 1238년부터 1261년까지 쾰른의 대주교였다.
그의 아버지는 호흐슈타덴가의 로타르(Lothar) 백작으로, 성모 마리아 아드 그라두스(St. Maria ad Gradus) 성당과 구 쾰른 대성당의 참사회원이었다. 출생이나 유년기에 대해 알려진 것은 거의 없고, 1216년 뒤셀도르프 근처의 Wevelinghoven의 교구에서 직책을 맡다가 1226년 참사회원을 거쳐 쾰른 대성당의 주임신부가 되었다. 그는 1238년 사망한 하인리히 1세 폰 뮐레나르크(Heinrich I von Müllenark)의 뒤를 이어 대성당 회의에서 쾰른 대주교로 선출되었다.